# Pierre Rémond de Montmort
Pierre Rémond, successivamente Pierre Rémond de Montmort (Parigi, 27 ottobre 1678 – Parigi, 7 ottobre 1719), è stato un matematico francese noto per i suoi studi pionieristici sulle differenze finite e per una sua opera sul calcolo delle probabilità.

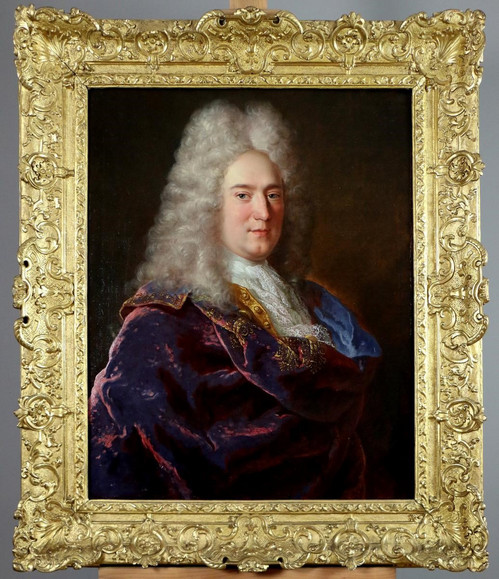
Pierre Rémond de Montmort

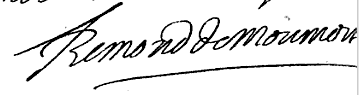
Autografo

In inglese talora viene chiamato poco giustificatamente Raymond de Montmort.

## Biografia

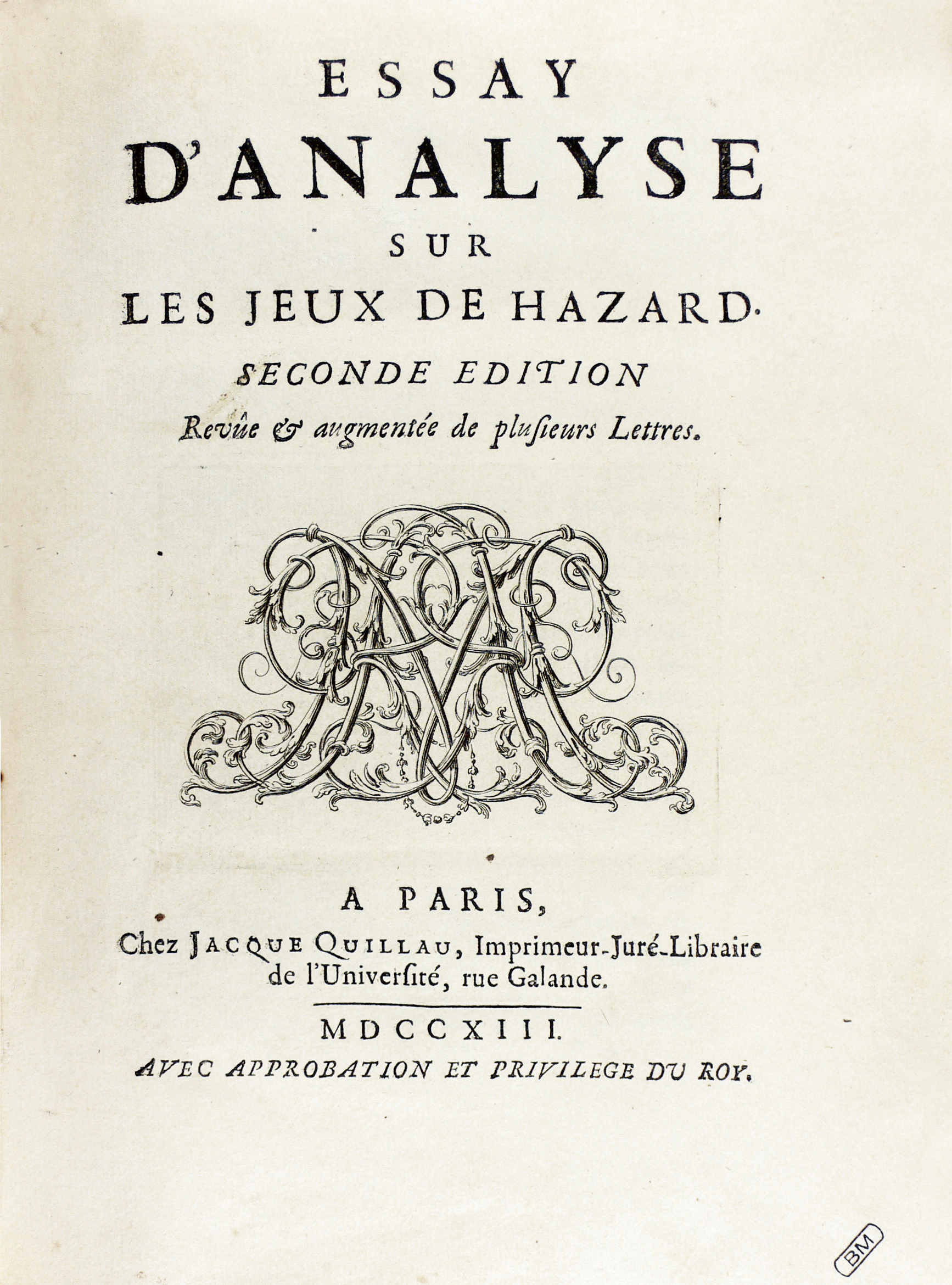
Essay d'analyse sur les jeux de hazard, 1713 (Fondazione Mansutti, Milano).

Indirizzato dal padre, cominciò a dedicarsi agli studi di diritto, per i quali si rese conto rapidamente di avere ben poco interesse. Successivamente fu in grado di viaggiare abbastanza lungamente in Inghilterra e in Germania, tornando in Francia nel 1699. Si dedicò allora allo studio della filosofia, avendo come insegnante privato il reverendo Nicolas Malebranche. Questi lo avviò anche allo studio della fisica di Cartesio e, successivamente, egli proseguì in studi scientifici accostando in particolare l'algebra e la geometria e recandosi ancora all'estero.
Tornato in Francia nel 1699, venne in possesso della cospicua eredità paterna e questo gli consentì di acquistare una tenuta a Montmort in Borgogna e di aggiungere al suo nome il titolo di de Montmort.
Trascorse poi il resto della sua vita quasi esclusivamente nel suo castello di Montmort occupandosi dei suoi studi scientifici, tenendosi in corrispondenza con molti scienziati di primo piano del suo tempo e riuscendo varie volte ad ospitarli, come accadde con Nicolaus I Bernoulli e Brook Taylor.
Nel 1708 pubblicò a Parigi la sua opera più famosa, Essay d'analyse sur les jeux de hazard, una raccolta di problemi sulle differenze finite e sulle probabilità derivanti da uno studio piuttosto sistematico dei giochi d'azzardo, in buona parte sviluppati con Nicolaus Bernoulli; questa opera ha contribuito a evidenziare i contenuti matematici della tematica dei giochi. Alla prima edizione fece seguito nel 1713 un'edizione rivista e ampliata, contenente l'intera corrispondenza avuta con Jakob e Nicolaus Bernoulli.
Nel 1713 trovò un'espressione per la somma di n addendi della forma
{\displaystyle na+{\frac {n(n-1)}{1.2}}\Delta a+{\frac {n(n-1)(n-2)}{1.2.3}}\Delta ^{2}a+\cdots } ;
questo risultato sembra essere stato ottenuto indipendentemente da Christian Goldbach nel 1718.
Nel 1715 fu eletto membro della Royal Society, nonostante l'aspra polemica fra scienziati inglesi e continentali riguardante la controversia sui meriti di Newton e Leibniz nei confronti della fondazione del calcolo infinitesimale. Nel 1716 fu eletto nella Académie Royale des Sciences.
Montmort fu in corrispondenza anche con John Craig, Edmund Halley, Jakob Hermann e Giovanni Poleni.